# Марі Діата II
Марі Діата II (д/н — 1374) — 14-й манса імперії Малі у 1360—1374 роках. Своїми діями призвів до початку занепаду держави.

## Життєпис
Походив з династії Кейта. Син манси Магана I. При народженні отримав ім'я Конгудугу Камісса. На момент смерті батька 1341 року був доволі малим. Тому владу перебрав його стрийко Сулейман. Після смерті останнього 1360 року вступив у боротьбу за трон зі своїм братом мансою Касса. Після 9-місячної боротьби здобув перемогу. Прийняв ім'я Марі Діата II.
Ібн Халдун зазначає, що цього мансу запам'ятали як тирана, що збільшував податки для фінансування розпусти і безглуздостей усіх видів. Його пишність привела імперію до межі банкрутства. Усна традиція також змальовує мансу поганим володарем. Ймовірно намагався підтримувати видатки на рівні манси Муси I, але державна скарбниця тоді вже наповнювалася гірше.
Втім імперія Малі продовжувала контролювати шляхи транссахарської торгівлі. Цьому сприяло збереження союзних стосунків з династією Маринідів, султанами Фесу (Марокко) і мамлюками з Єгипту. Так, близько 1367 року відправив султану Абул-Фаріс Абдул Азізу I як подарунок жирафу.
1372 року важко захворів, внаслідок чого фактична влада перейшла до канкоро-сегуя (на кшталт візира) Марі Діата. Помер Марі Діата II 1374 року. Трон отримав його старший син Муса II.